# Cribellopora trichotoma
Cribellopora trichotoma är en mossdjursart som först beskrevs av Campbell Easter Waters 1918.  Cribellopora trichotoma ingår i släktet Cribellopora och familjen Lacernidae. Inga underarter finns listade i Catalogue of Life.